# 12945 Reynierpeletier
12945 Reynierpeletier eller 9534 P-L är en asteroid i huvudbältet som upptäcktes den 17 oktober 1960 av den nederländsk-amerikanske astronomen Tom Gehrels och det nederländska astronomparet Ingrid van Houten-Groeneveld och Cornelis Johannes van Houten vid Palomarobservatoriet. Den är uppkallad efter Reynier Peletier.
Asteroiden har en diameter på ungefär 7 kilometer.